# Савез хокеја на леду Летоније
Савез хокеја на леду Летоније (ЛХФ) (лет. Latvijas Hokeja federācija) кровна је спортска организација задужена за професионални и аматерски хокеј на леду и инлајн хокеј на подручју Републике Летоније. 
Савез је пуноправни члан Међународне хокејашке федерације (ИИХФ) од 22. фебруара 1931. године.
Седиште Савеза налази се у главном граду земље Риги.

## Историја
Хокеј на леду у Летонији почиње да се игра почетком 1920-их година, а први службени меч одигран је у фебруару 1924. у Риги између локалних екипа Кинегсбергас ВФК и Рига Ајретају (2:1 и 9:0). Исте године основана су још два хокејашка клуба ЛНЈС и Јунион. Највећи напредак летонски хокеј на леду доживљава у сезони 1929/30. највише захваљујући шведском тренеру Свену Јанзону.
Национални савез основан је почетком 1931, а већ 22. фебруара исте године постао је и пуноправни члан Међународне хокејашке федерације. У чланству ИИХФ остаје до 1946. када бригу о летонском хокеју преузима Савез хокеја на леду Совјетског Савеза. Чланство у ИИХФ ЛХФ је обновио 6. маја 1992. године након што је Летонија обновила своју државност.

## Такмичења
Прво првенство Летоније одиграно је у сезони 1930/31. уз учешће 3 екипе из Риге (Јунион, Вондерер и Јуниверситатес спорт) и 2 екипе из Лиепаје (АСК и Олимпија). Првим победником националног првенства постаје екипа Јуниона која је у финалу победила АСК са 1:0. 
Након паузе од 1940. до 1991. национално првенство је обновљено и одржава се од сезоне 1991/92. У зависности од сезоне у лиги је учествовало између 5 и 15 екипа, а првенство је отвореног карактера. 
Најуспешнији клуб уз земљи је ришки Динамо који је био редован учесник елитне лиге Совјетског Савеза још од 1946, а данас се такмичи у елитној Континенталној хокејашкој лиги. 
Сениорска репрезентација је деби на међународној сцени имала 27. фебруара 1932. у Риги против селекције Литваније (победа 3:0). У почетној фази своје историје (до 1940) одиграли су укупно 36 утакмица. Прву утакмицу у новијој историји одиграли су 7. новембра 1992. поново против Литваније (убедљиво победивши са 13:2). 
Женска сениорска репрезентација такмичи се на међународној сцени од дебија 1992. против Украјине (0:3), а на светским пренствима учествује од 1999. године.

## Савез у бројкама
Према подацима ИИХФ из 2013. на подручју под ингеренцијом летонског савеза регистровано је 4.569 играча, односно 2.933 играча у сениорској (2.851 мушкарац и 82 жене) и 1.636 у јуниорској конкуренцији. Судијску лиценцу поседовало је 183 арбитра. Хокејашку инфраструктуру која је у одличном стању чини 17 затворених ледених дворана, а највеће су у Риги (5.000 места) и Лиепаји (3.000).